# Hermannobates cubanus
Hermannobates cubanus är en kvalsterart som beskrevs av František Starý 1998. Hermannobates cubanus ingår i släktet Hermannobates och familjen Hermanniellidae. Inga underarter finns listade i Catalogue of Life.